# Leptodactylus furnarius
Leptodactylus furnarius és una espècie de granota que viu al Brasil i l'Uruguai.
Està amenaçada d'extinció per la pèrdua del seu hàbitat natural.